# Рострон, Терстон
Те́рстон Ро́строн (англ. Thurston Rostron; 21 апреля 1863 — 4 июля 1891) — английский футболист, нападающий. Выступал за футбольные клубы «Хелмсшор», «Дарвен Олд Уондерерс», «Грейт Ливер», «Дарвен», «Блэкберн Роверс» и «Чорли», провёл 2 матча за национальную сборную Англии.

## Клубная карьера
Родился в Дарвене (графство Ланкашир) в семье мастера хлопчатобумажной фабрики. Играл за футбольные клубы «Хелмсшор», «Дарвен Олд Уондерерс», «Грейт Ливер» и «Дарвен». В сезоне 1880/81 помог «Дарвену» дойти до полуфинала Кубка Англии, где его команда проиграла клубу «Олд Картузианс», который в итоге и выиграл трофей. На тот момент ему было 18 лет и он был самым молодым игроком в составе «Дарвена».
17 январе 1885 года Рострон сыграл за «Блэкберн Роверс» в Кубке Англии. В том сезоне «Роверс» выиграл этот трофей, однако Рострон провёл за клуб только 1 матч.
В дальнейшем играл за клуб «Чорли». Также выступал за сборную футбольной ассоциации Ланкашира.
Обычно выступал на позиции нападающего, но периодически играл за всех других позициях, кроме вратаря.
Из-за низкого роста (165 см) его прозвали «Малышом» (англ. Tot).

## Карьера в сборной
26 февраля 1881 года дебютировал за сборную Англии в матче против сборной Уэльса на стадионе «Александра Медоуз» в Блэкберне. В той игре Уэльс сенсационно обыграл Англию со счётом 1:0. В одном из газетных репортажей сказано: «Плохая погода… земля покрыта снегом и слякотью… обстоятельство, которое, по мнению англичан, помогло валлийцам одержать неожиданную победу». В возрасте 17 лет и 311 дней стал вторым в списке самых молодых дебютантов сборной Англии после Джеймса Принсепа. По состоянию на 2024 год Рострон был пятым в списке самых юных игроков сборной Англии после Тео Уолкотта, Уэйна Руни, Джуда Беллингема и Джеймса Принсепа.
12 марта 1881 года провёл свою вторую (и последнюю) игру за сборную Англии, в которой англичане разгромно (со счётом 1:6) проиграли сборной Шотландии на лондонском стадионе «Сарри Крикет Граунд».

## Вне футбола
Работал на хлопчатобумажной фабрике, как и его отец. В дальнейшем работал продавцом пива, торговцем углем, отбеливальщиком. В 1880-е годы был объявлен банкротом. Умер в Чорли в июле 1891 года в возрасте 28 лет.